# Éric Dazé
Éric Dazé (* 2. července 1975 v Montréalu, Québec) je bývalý kanadský hokejový útočník.

## Hráčská kariéra
S juniorským hokejem začínal v sezóně 1990/1991 v lize QAHA v týmu Laval Regents kde strávil celou sezónu a v následujícím ročníku odehrál v Regents celou sezónu v lize QAAA. V sezóně 1992/93 se připojil k týmu Hull Olympiques (QMJHL) kde odehrál 55 zápasů a v závěru sezóny byl vyměněn do týmu Beauport Harfangs kde dohrál sezónu a v týmu strávil následující dvě sezóny. 1993 byl draftován do NHL ve 4. kole (celkově 90.) týmem Chicago Blackhawks (tým získal draft výměnou za Dominika Haška do týmu Buffalo Sabres za Stephane Beauregard).V týmu mu nedělal problém zapadnou do hlavního kádru Blackhawks kdy se ve druhé sezóně ukázal jako výborný střelec ve druhém ročníku kdy vstřelil 30 branek v NHL jako nováček a byl jmenován do NHL All-Rookie Teamu v roce 1996. Mezi ročníky 1996 až 2003 vstřelil více než 20 branek. V sezóně 2003/04 odehrál jenom 19 zápasů kdy musel zbytek sezóny vynechat a jít na operaci zad. Jeho poslední zápas v kariéře, odehrál v sezóně 2005/06 proti týmu Anaheim Ducks ve kterým jsi připsal dva záporné body za pobyt na ledě. Svůj oficiální konec hráčské kariéry oznámil 20. března 2010.

## Ocenění a úspěchy
- 1994 CHL - První All-Star Tým
- 1995 CHL - První All-Star Tým
- 1995 CHL - Sportsman of the Year
- 1995 QMJHL - Frank J. Selke Memorial Trophy
- 1995 QMJHL - Paul Dumont Trophy
- 1995 MSJ - All-Star Tým
- 1995 MSJ - Nejlepší střelec (8 gólů)
- 1996 NHL - All-Rookie Team
- 2002 NHL - All-Star Game (byl vyhlášen nejlepší hvězda zápasu.)

## Prvenství
- Debut v NHL - 27. duben 1995 (Dallas Stars proti Chicago Blackhawks)
- První gól v NHL - 30. duben 1995 (Chicago Blackhawks proti Detroit Red Wings, kanadskému brankáři Mike Vernon)
- První asistence v NHL - 3. květen 1995 (Los Angeles Kings proti Chicago Blackhawks)

## Klubové statistiky
| Sezóna         | Klub                      | Soutěž                    |                           | Základní část             | Základní část             | Základní část             | Základní část             | Základní část             |                           | Play off                  | Play off                  | Play off                  | Play off                  | Play off                  |
| Sezóna         | Klub                      | Soutěž                    | Z                         | G                         | A                         | B                         | TM                        | Z                         | G                         | A                         | B                         | TM                        |                           |                           |
| 1990/1991      | Laval Regents             | QAHA                      | 30                        | 25                        | 20                        | 45                        | 30                        | —                         | —                         | —                         | —                         | —                         |                           |                           |
| 1991/1992      | Laval Regents             | QAAA                      | 35                        | 30                        | 29                        | 59                        | 40                        | 12                        | 8                         | 10                        | 18                        | 8                         |                           |                           |
| 1992/1993      | Hull Olympiques           | QMJHL                     | 55                        | 13                        | 19                        | 32                        | 14                        | —                         | —                         | —                         | —                         | —                         |                           |                           |
| 1992/1993      | Beauport Harfangs         | QMJHL                     | 13                        | 6                         | 17                        | 23                        | 10                        | —                         | —                         | —                         | —                         | —                         |                           |                           |
| 1993/1994      | Beauport Harfangs         | QMJHL                     | 66                        | 59                        | 48                        | 107                       | 31                        | —                         | —                         | —                         | —                         | —                         |                           |                           |
| 1994/1995      | Beauport Harfangs         | QMJHL                     | 57                        | 54                        | 45                        | 99                        | 20                        | 16                        | 9                         | 12                        | 21                        | 23                        |                           |                           |
| 1994/1995      | Chicago Blackhawks        | NHL                       | 4                         | 1                         | 1                         | 2                         | 2                         | 16                        | 0                         | 1                         | 1                         | 4                         |                           |                           |
| 1995/1996      | Chicago Blackhawks        | NHL                       | 80                        | 30                        | 23                        | 53                        | 18                        | 10                        | 3                         | 5                         | 8                         | 3                         |                           |                           |
| 1996/1997      | Chicago Blackhawks        | NHL                       | 71                        | 22                        | 19                        | 41                        | 16                        | 6                         | 2                         | 1                         | 2                         | 1                         |                           |                           |
| 1997/1998      | Chicago Blackhawks        | NHL                       | 80                        | 31                        | 11                        | 42                        | 22                        | —                         | —                         | —                         | —                         | —                         |                           |                           |
| 1998/1999      | Chicago Blackhawks        | NHL                       | 72                        | 22                        | 20                        | 42                        | 22                        | —                         | —                         | —                         | —                         | —                         |                           |                           |
| 1999/2000      | Chicago Blackhawks        | NHL                       | 59                        | 23                        | 13                        | 36                        | 28                        | —                         | —                         | —                         | —                         | —                         |                           |                           |
| 2000/2001      | Chicago Blackhawks        | NHL                       | 79                        | 33                        | 24                        | 57                        | 16                        | —                         | —                         | —                         | —                         | —                         |                           |                           |
| 2001/2002      | Chicago Blackhawks        | NHL                       | 82                        | 38                        | 32                        | 70                        | 36                        | 5                         | 0                         | 0                         | 0                         | 2                         |                           |                           |
| 2002/2003      | Chicago Blackhawks        | NHL                       | 54                        | 22                        | 22                        | 44                        | 14                        | —                         | —                         | —                         | —                         | —                         |                           |                           |
| 2003/2004      | Chicago Blackhawks        | NHL                       | 19                        | 4                         | 7                         | 11                        | 0                         | —                         | —                         | —                         | —                         | —                         |                           |                           |
| 2004/2005      | Během výluky nikde nehrál | Během výluky nikde nehrál | Během výluky nikde nehrál | Během výluky nikde nehrál | Během výluky nikde nehrál | Během výluky nikde nehrál | Během výluky nikde nehrál | Během výluky nikde nehrál | Během výluky nikde nehrál | Během výluky nikde nehrál | Během výluky nikde nehrál | Během výluky nikde nehrál | Během výluky nikde nehrál | Během výluky nikde nehrál |
| 2005/2006      | Chicago Blackhawks        | NHL                       | 1                         | 0                         | 0                         | 0                         | 2                         | —                         | —                         | —                         | —                         | —                         |                           |                           |
| Celkem v NHL   | Celkem v NHL              | Celkem v NHL              | 601                       | 226                       | 172                       | 398                       | 176                       | 37                        | 5                         | 7                         | 12                        | 8                         |                           |                           |
| Celkem v QMJHL | Celkem v QMJHL            | Celkem v QMJHL            | 191                       | 132                       | 129                       | 261                       | 75                        | 31                        | 25                        | 20                        | 45                        | 4                         |                           |                           |

## Reprezentace
| Rok         | Tým         | Soutěž      | Z | G | A | B  | TM |
| ----------- | ----------- | ----------- | - | - | - | -- | -- |
| 1995        | Kanada      | MSJ         | 7 | 8 | 2 | 10 | 0  |
| 1998        | Kanada      | MS          | 3 | 1 | 4 | 5  | 0  |
| 1999        | Kanada      | MS          | 2 | 0 | 1 | 1  | 0  |
| Celkem v MS | Celkem v MS | Celkem v MS | 5 | 1 | 5 | 6  | 0  |